# Mammillaria haageana
Mammillaria haageana är en kaktusväxtart som beskrevs av Louis Ludwig Karl Georg Pfeiffer. Mammillaria haageana ingår i släktet Mammillaria och familjen kaktusväxter. Inga underarter finns listade i Catalogue of Life.

## Bildgalleri

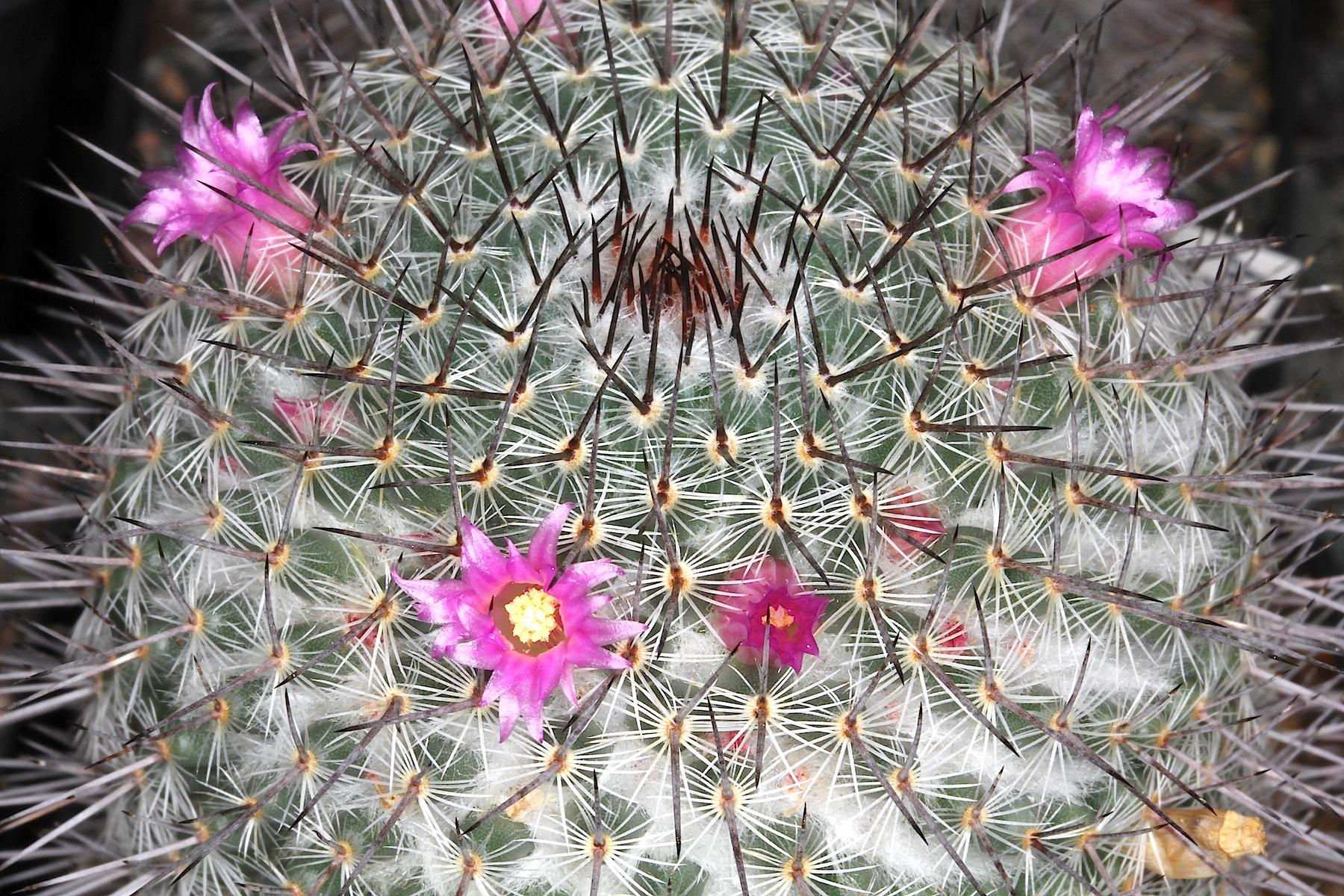
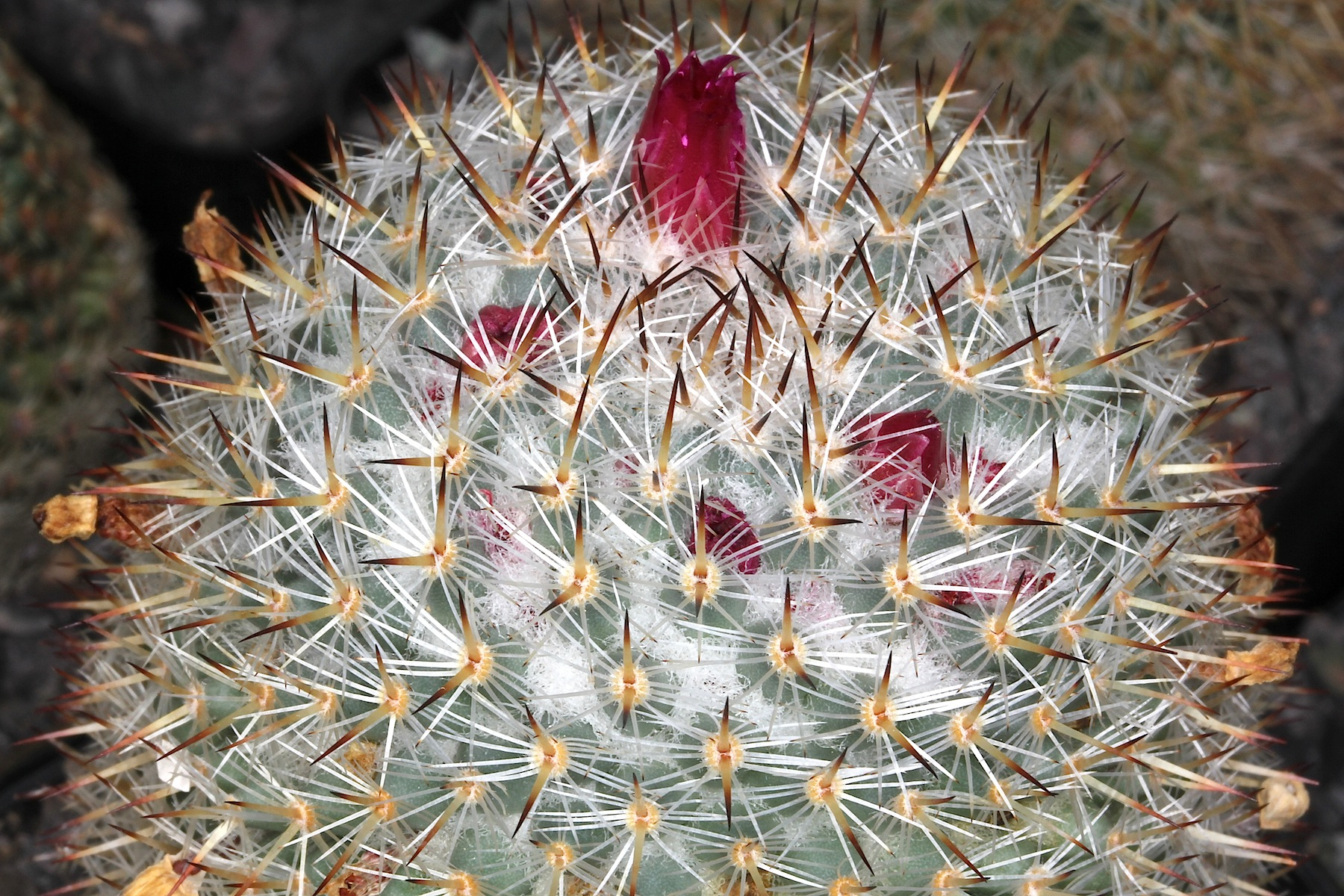
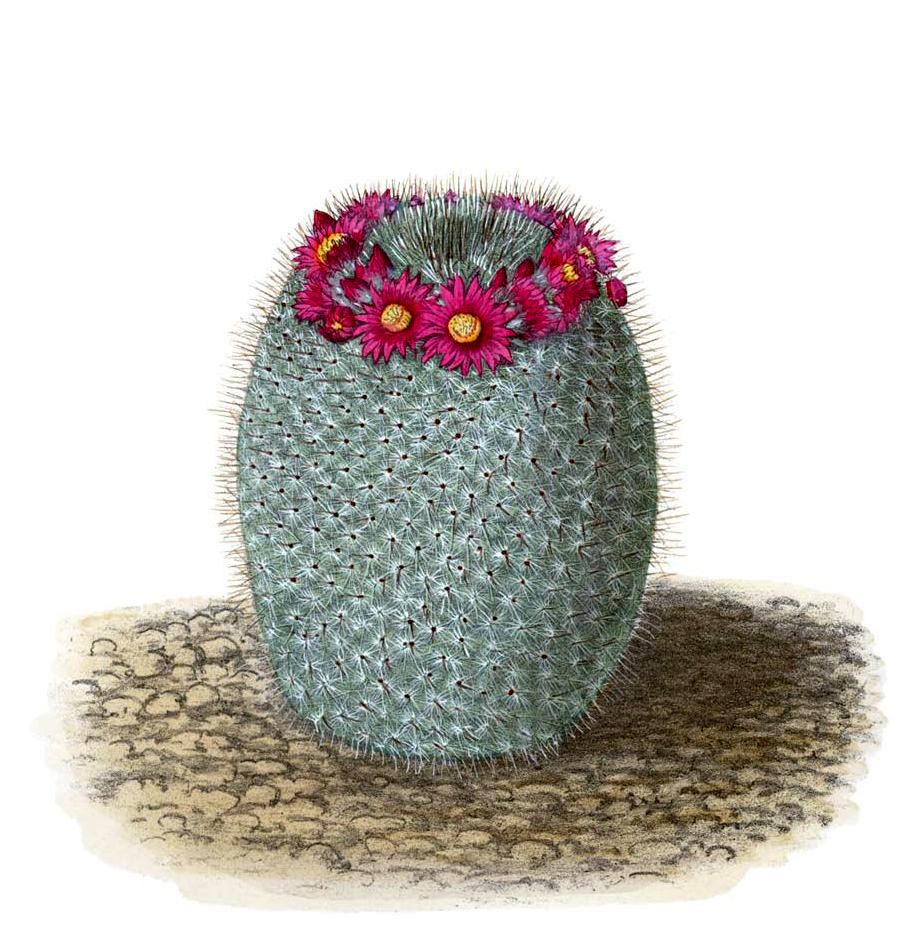
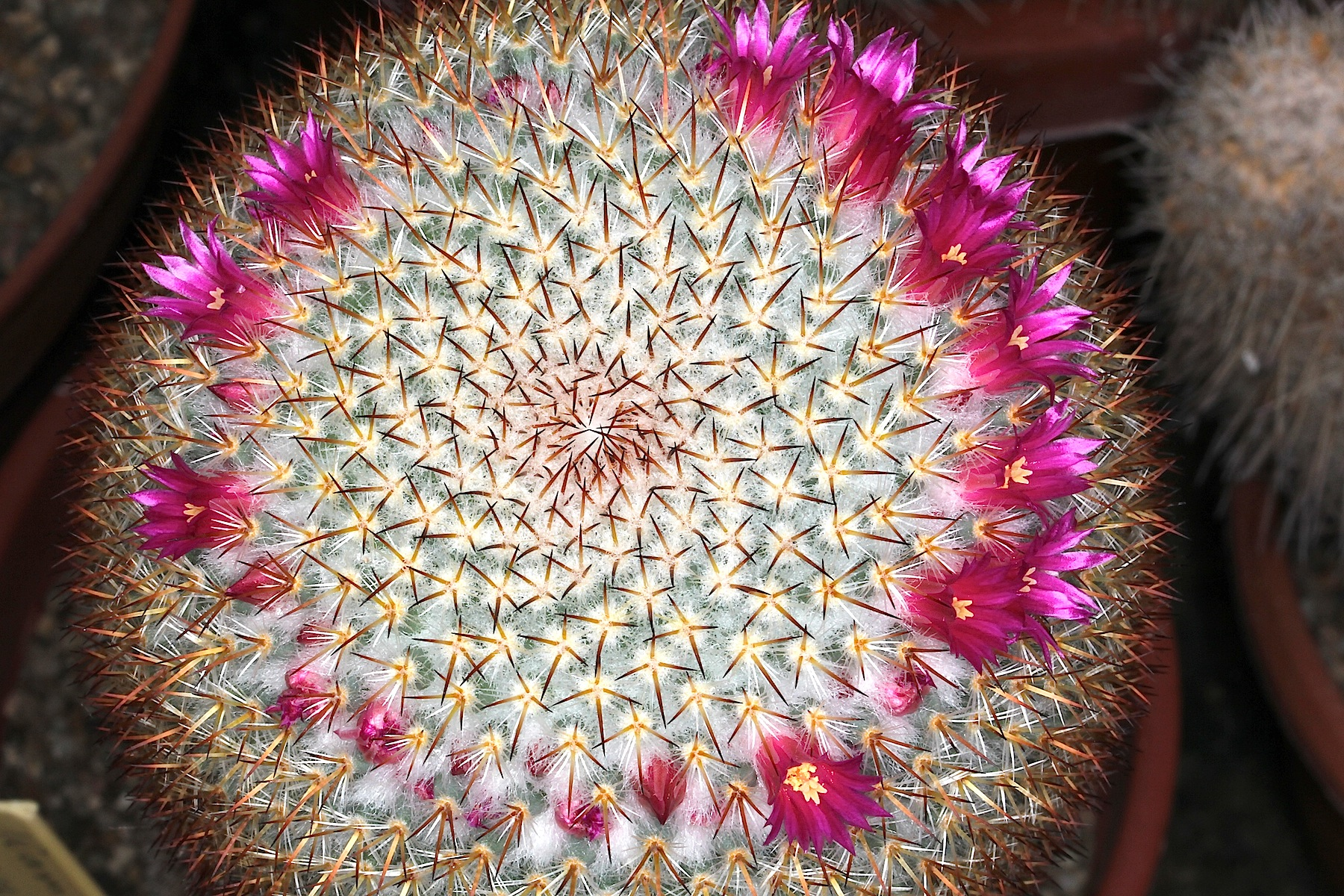
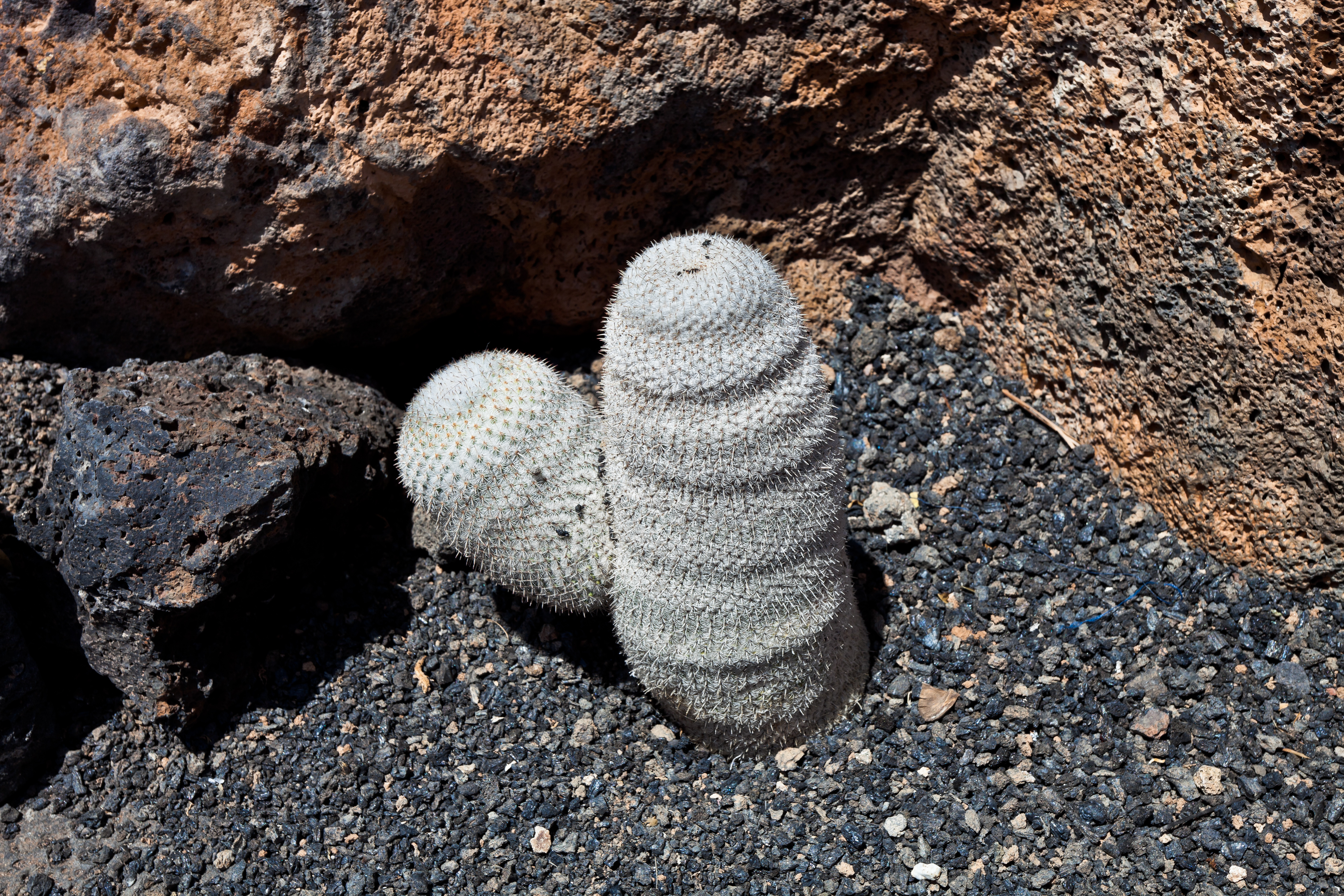